# Tomosvaryella platensis
Tomosvaryella platensis är en tvåvingeart som beskrevs av Ale-rocha 1996. Tomosvaryella platensis ingår i släktet Tomosvaryella och familjen ögonflugor. Inga underarter finns listade i Catalogue of Life.